# أرتورز كريغانيس كارينش
أرتورز كريغانيس كارينش (باللاتفية: Arturs Krišjānis Kariņš)، هو عالم لسانيات و‌رجل أعمال و‌سياسي من لاتفيا، من مواليد 23 ديسمبر 1964 بويلمنغتون، ديلاوير بالولايات المتحدة. يشغل حاليًا منصب رئيس وزراء لاتفيا.
بعد حصوله على البكالوريوس والدكتوراه في علم اللغويات من جامعة بنسلفانيا، انتقل كارينش إلى لاتفيا في عام 1997 وأسس شركة أغذية مجمدة. ساعد في تأسيس حزب الحقبة الجديدة في عام 2002، والذي اندمج مع أحزاب أخرى في عام 2011 لتشكيل حزب الوحدة وتمت تسميته باسم الوحدة الجديدة في عام 2018. بعد أن عمل نائبا في البرلمان، وزيرا للاقتصاد وعضوا في البرلمان الأوروبي، تم اختياره كمرشح لرئاسة الوزراء عن حزب الوحدة الجديدة في الانتخابات البرلمانية لعام 2018. بعد شهور من المفاوضات المثيرة للجدل والتي لم يتمكن فيها قادة الأحزاب الكبيرة من تشكيل ائتلاف، تم ترشيح كارينش من قبل الرئيس ريموندز فيجونس في يناير 2019 كمرشح توافقي لتشكيل الحكومة. تولى منصبه في 23 يناير 2019، ونجا من تصويت بحجب الثقة في 11 أبريل 2019.

## النشأة
ولد كارينش في ويلمنغتون، ديلاوير، الولايات المتحدة، لعائلة أمريكية لاتفية. كان والديه قد هربا من لاتفيا سنة 1944 خلال فترة الاحتلال السوفييتي، التقيا وتزوجا في السويد قبل هجرتهما إلى الولايات المتحدة. كان والده أولديس مهندسا مدنيا، حيث أسس والده شركة في ديلاوير، اشترت لاحقا شركات أخرى في منطقة وسط المحيط الأطلسي. وفقا لكاريوس، فقد كان هو وشقيقته الكبرى الطفلان اللاتفيان الوحيدان في مدرستهما الابتدائية.

## مساره السياسي

### رئاسة الوزراء
خلال جلسة التنصيب، وعد كارينش بأن تكون حكومته «تطورية وليست ثورية»، وأعلن عن برنامج من سبع نقاط أعطى فيه الأولوية لإصلاح القطاع المالي، وتنفيذ إجراءات لمكافحة الفساد، ومواصلة الإصلاحات التعليمية لحكومة موريس كويسينسيس، وتحسين نظام الرعاية الصحية، وإنهاء دعم الطاقة الخضراء المثير للجدل، وتقليل عدد التقسيمات الإدارية، ومعالجة «القضايا الديموغرافية». [29] في 5 أبريل 2019، دعم إجراء وزير حماية البيئة والتنمية الإقليمية جوريس بيس الذي تمثل في إقالة عمدة ريغا نيلز أوشاكوف من منصبه بسبب انتهاكاته المتعددة للقانون.

## حياته الشخصية
كارينش متزوج من أندا كارينا وهي طبيبة، ولديهما أربعة أطفال: أوتوماس كارينش، كارلوس فيلهلم، مارا ألكساندرا، وآنا. في مارس 2019، طلب النائب البرلماني ألدس غوبزيمس من مسؤولي إنفاذ القانون التحقيق في صفقة نقل ملكية بين كاريش وكارينا من جانب ومواطنين روس مرتبطين بشركة غازبروم وحكومة موسكو من جهة أخرى، بشبهة ارتباط ذلك بغسل الأموال والتهرب الضريبي. في 18 مايو 2019، أعلنت شرطة الولاية أنها لن تبدأ إجراءات جنائية بعد عدم العثور على أية أدلة على ارتكاب مخالفات غير قانونية.
إضافة إلى اللغة اللاتفية، يتكلم كارينش اللغة الإنجليزية والألمانية والفرنسية بطلاقة وقليل من اللغة الروسية.

## روابط خارجية
- الموقع الرسمي

[
| المناصب السياسية     | المناصب السياسية             | المناصب السياسية |
| -------------------- | ---------------------------- | ---------------- |
| سبقه موريس كويسينسيس | رئيس وزراء لاتفيا 2019–حاليا | الحالي           |